# يلينا بونر
يلينا بونر (بالروسية: Елена Георгиевна Боннэр )‏ (و. 1923 – 2011 م) هي منشقة، وناشطة حقوق الإنسان، وطبيبة، وطبيبة أطفال، من الاتحاد السوفيتي، ولدت في ماري، كانت عضوةً في الحزب الشيوعي السوفيتي، توفيت في بوسطن، عن عمر يناهز 88 عاماً، بسبب قصور القلب.

## التعليم
تعلمت في Saint Petersburg Lyceum 239 ‏.

## جوائز
حصلت على جوائز منها:
- ميدالية موتا جوزيبي  [لغات أخرى]‏ (2004)
- نيشان توماش غاريغ ماساريك من الدرجة الثانية ‏ (2003)
- ميدالية روبير شومان (2001)
- Thorolf Rafto Memorial Prize [الإنجليزية]‏ (1991)
- نيشان الاستحقاق لجمهورية بولندا
- وسام الحرب الوطنية
- ميدالية الانتصار على ألمانيا في الحرب الوطنية العظمى 1941-1945
- نيشان صليب تيرا ماريانا من الرتبة الثالثة
- Order of Tomáš Garrigue Masaryk [الإنجليزية]‏
- نيشان الاستحقاق ذي النجوم لجمهورية بولندا من رتبة ضابط
- وسام الحرب الوطنية من الدرجة 2  [لغات أخرى]‏
- جائزة هانا أرندت [الإنجليزية]‏
- نيشان صليب تيرا ماريانا.

## روابط خارجية
- يلينا بونر على موقع مونزينجر (الألمانية)
- يلينا بونر على موقع إن إن دي بي (الإنجليزية)